# Scotopteryx cotangens
Scotopteryx cotangens är en fjärilsart som beskrevs av Barend J. Lempke 1950. Scotopteryx cotangens ingår i släktet backmätare, och familjen mätare. Inga underarter finns listade.